# 京都大学生存圏研究所
京都大学生存圏研究所（きょうとだいがくせいぞんけんけんきゅうじょ、英: Research Institute for Sustainable Humanosphere, Kyoto University）は、京都大学の附置研究所で、人類社会の持続と地球環境の保全の両立を目指した「生存圏科学」の拠点形成のための研究所である。2004年に木質科学研究所と宙空電波科学研究センターを統合し発足。共同利用・共同研究拠点に指定されている。

## 概要
前身の木質科学研究所は、1941年創設の木材物理、木材化学、木材生物を研究する「木材研究所」を1991年に改組し、地球保全と木質資源利用の調和と生物生産基盤の持続的社会の構築を理念とし、森林圏と人類生活圏に関わる学術技術の研究を進めてきた。
一方、宙空電波科学研究センターは、1961年創設の電離層物理学を研究する「電離層研究施設」を1981年に全国共同利用「超高層電波研究センター」へと改組・さらに2000年に宙空電波科学研究センターへと再改組し、「宇宙圏・大気圏の学術研究および電波応用の新技術開発の研究」を進めてきた。 
この人類生活圏、森林圏、大気圏、宇宙空間圏を包括的にとらえ、三次元的に、組織的にとらえることで人類生存圏の状態を正確に「診断」し、生存圏の現状と将来を学術的に正しく評価・理解するだけでなく、生存圏を新たに開拓・創成するための先進的技術開発を目指す学際総合科学、「生存圏科学」の確立を目指している。
2015年度までは、4つのミッション「環境診断・循環機能制御」、「太陽エネルギー変換・高度利用」、「宇宙生存環境」、「循環材料・環境共生システム」を掲げてきたが、2016年度以降これにミッション5「高品位生存圏」を付け加え、社会とのつながりや国際化、物質・エネルギーの循環をより重視した、研究成果の実装を含めた社会貢献を目指している。

## 組織
社会的な要請を背景にして、農学系、工学系、情報学系、理学系、生命科学系など多様な背景を持った研究者が相互に連携できるようにしている。

### 中核研究部
- 生存圏診断統御研究系
  - バイオマス形態情報分野
  - バイオマス変換分野
  - 森林代謝機能化学分野
  - 森林圏遺伝子統御分野
  - 大気圏精測診断分野
  - 大気圏環境情報分野
  - レーダー大気圏科学分野
- 生存圏戦略流動研究系
  - 繊維機能融合化分野
  - 大気圏観測データ解析分野
  - 先進研究分野（国内客員）
  - 総合研究分野（外国人客員）
  - 圏間研究分野（外国人客員）
- 生存圏開発創成研究系
  - 生物機能材料分野
  - 循環材料創成分野
  - 生活圏木質構造科学分野
  - 居住圏環境共生分野
  - 生存科学計算機実験分野
  - 生存圏電波応用分野
  - 宇宙圏電磁環境探査分野

### 開放型研究推進部
※ 全国・国際共同利用大型装置
- 信楽MU観測所（滋賀県甲賀市）
  - MUレーダー（中層超高層大気観測用大型レーダー）
- 生活・森林圏シミュレーションフィールド (LSF)（鹿児島県日置市）
- 赤道大気レーダー（大気観測用ドップラーレーダー、EAR）（インドネシア西スマトラ州）

### 生存圏学際萌芽研究センター
- 生存圏科学萌芽研究
- 生存圏ミッション研究

## 教育
生存圏研究所の中核研究部では理学研究科、工学研究科、農学研究科、情報学研究科の学際分野を扱っており、生存圏研究所で学ぶためには各研究科の入試を受けることになる。

## 沿革
木質科学研究所
- 1944年5月19日 - 京都帝国大学に木材研究所設立（木材物理、木材化学、木材生物を研究）。
- 1991年4月12日 - 3大部門・1客員部門に改組・拡充され、「木質科学研究所」に改称。

宙空電波科学研究センター
- 1961年4月 - 京都大学工学部付属電離層研究施設として発足。
- 1981年4月 - 京都大学超高層電波研究センターに改組。
- 1984年11月 - 信楽MU観測所開所。
- 2000年4月 - 京都大学宙空電波科学研究センター（全国共同利用）に改組。

生存圏研究所
- 2004年4月1日 - 木質科学研究所と宙空電波科学研究センターを結合再編し生存圏研究所を設立。
- 2010年4月1日 - 共同利用・共同研究拠点「生存圏科学」に指定される。

## 所長
＜主な出典：＞
- 初代 松本紘（2004年4月 - 2005年9月）
- 第2代 川井秀一（2005年10月 - 2010年3月）
- 第3代 津田敏隆（2010年4月 - 2016年3月）
- 第4代 渡邊隆司（2016年4月 - 2020年3月）
- 第5代 塩谷雅人（2020年4月 - 2022年2月）
- 第5代 山本 衛（2022年4月 - 現任）